# Турфанцы

Турфанские повстанцы, 30-е годы XX века

Турфанцы, турфанлыки (уйг. ﺗﯘﺭﭘﺎﻧﻠﺌﻘﻼﺭ / турпанлиқлар / turpanliqlаr‎) — этнографическая группа (юрт) уйгуров. Говорят на турфанском говоре центрального диалекта новоуйгурского языка. Антропологически относятся в большинстве к смешанному южносибирскому типу расы, встречаются также представители монголоидной расы . Общая численность около 3 млн. В основном проживают в Турфанской долине, а также большое количество выходцев имеются в городах Урумчи, Карамай, Кумул, потомки турфанских уйгуров также проживают в Казахстане и Киргизии.

## Галерея

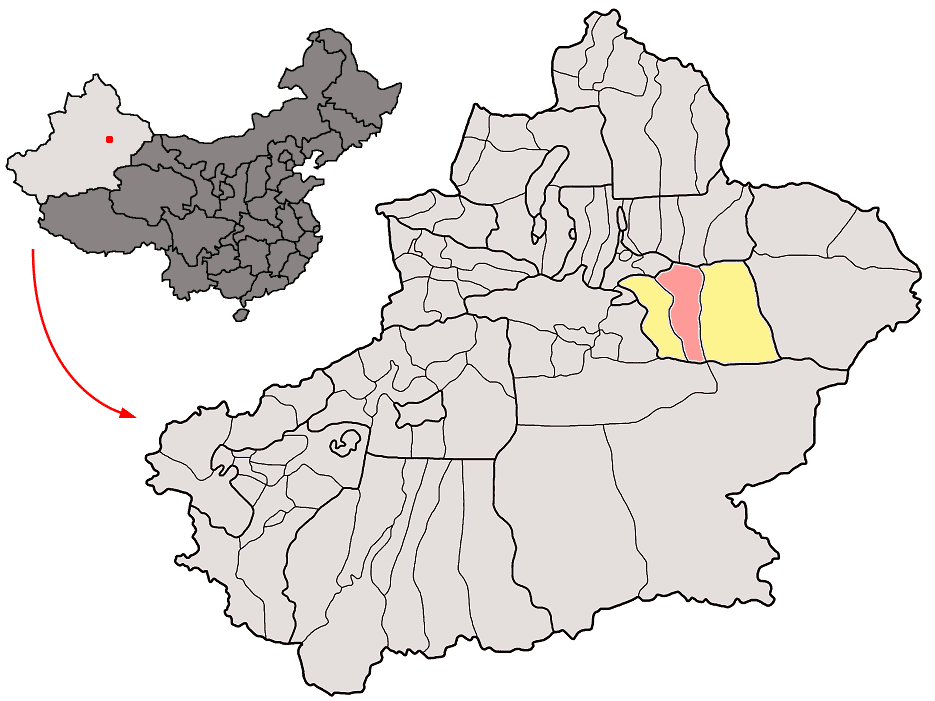
Долина Турфана
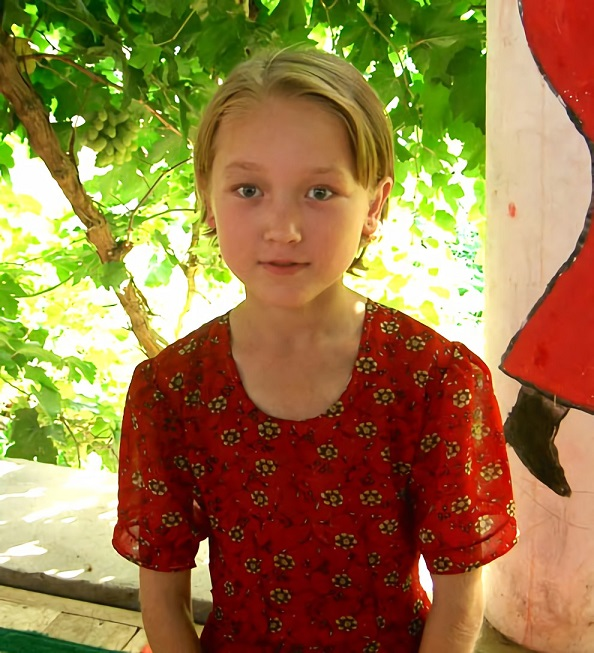
Турфанская девочка
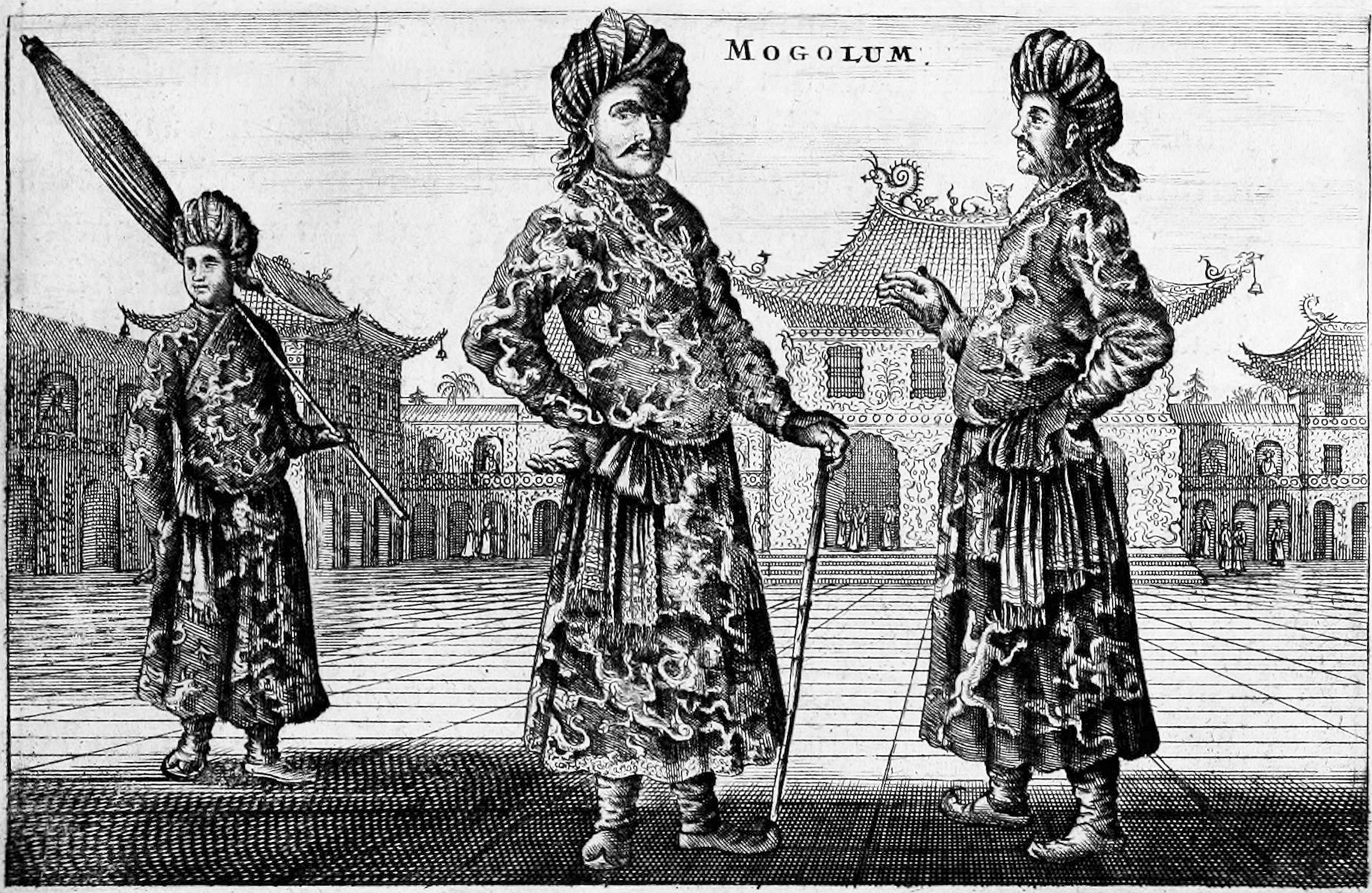
Послы Турфана в Пекине, 1656г.
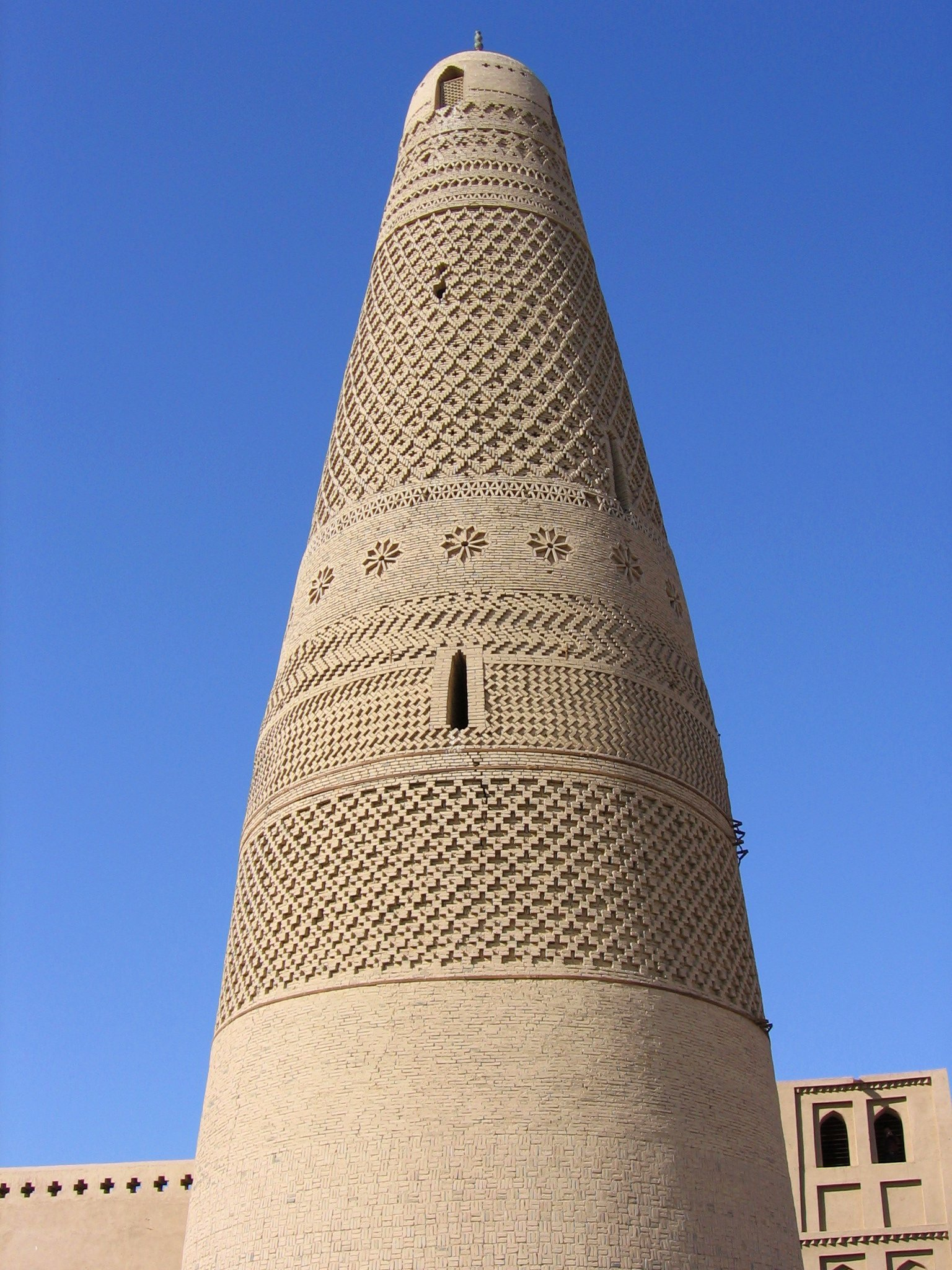
Минарет Эмин-ходжи в Турфане
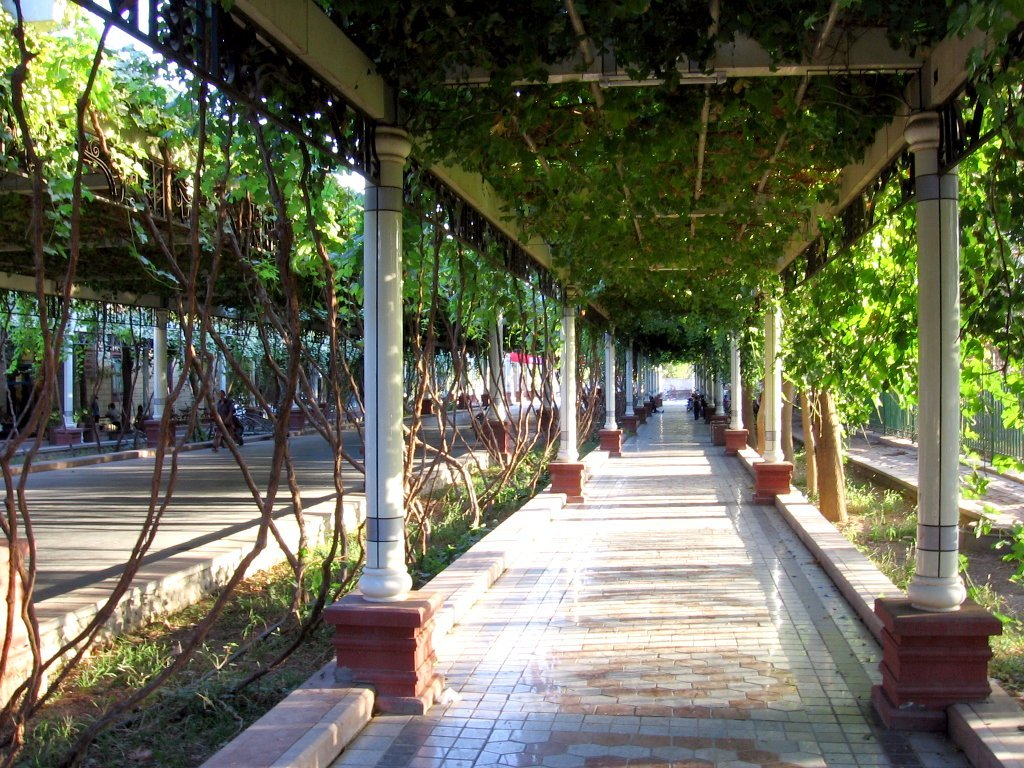
У турфанцев издавна высокий уровень развития виноградарства
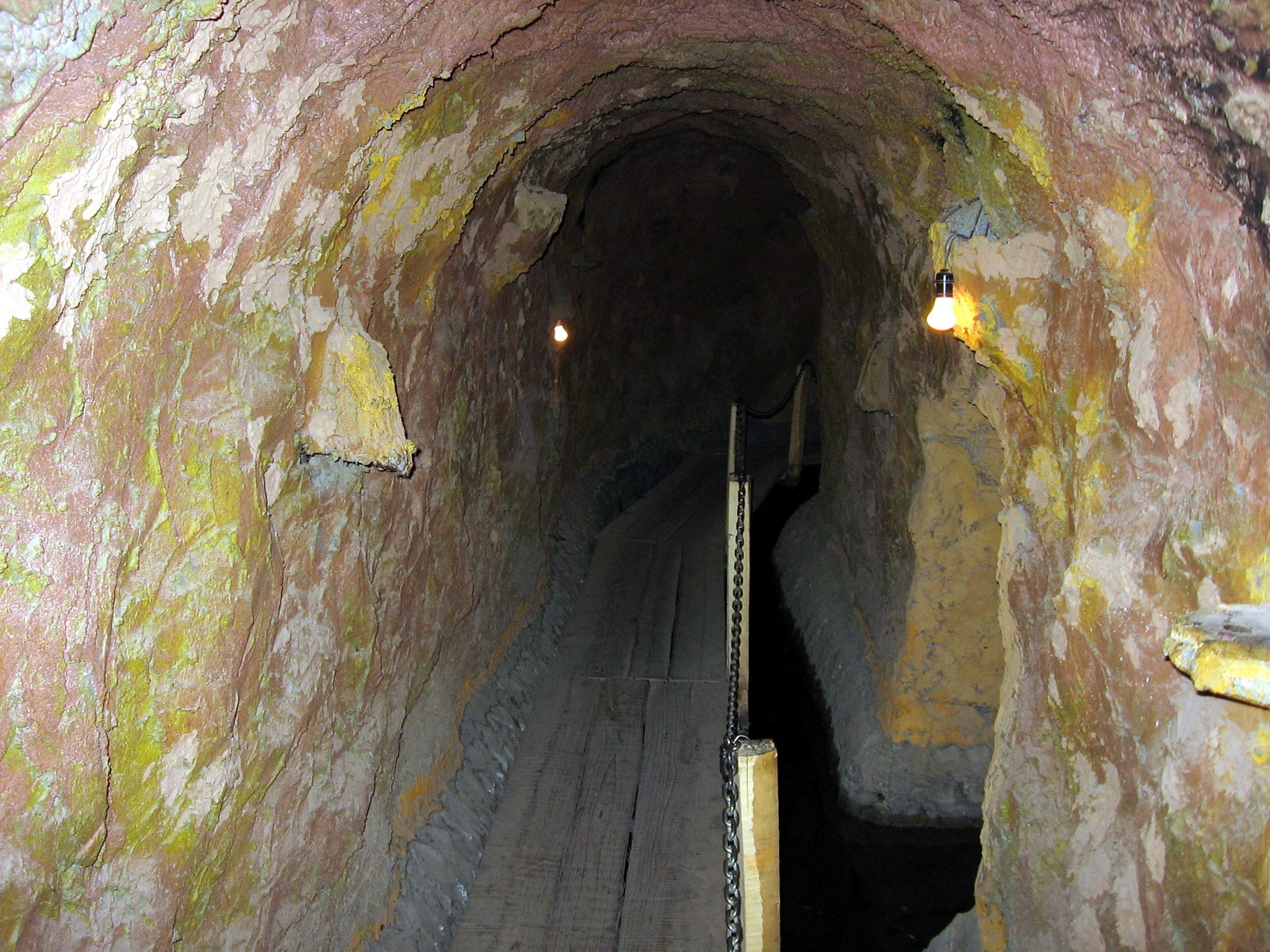
С древних времен турфанцы используют развитую систему орошения в виде Кяриз

## История
Этногенез турфанских уйгуров достаточно сложен, одними из первых в Турфанской долине в 2-1 тыс. до н. э. стали расселяться тохаро-иранские этносы, в том числе народность «чеши», они создали ряд государственных образований. С начала первого тысячелетия на территорию Восточного Туркестана и Турфанской долины, в частности, начинают проникать тюркские этнические группы, постепенно преобладая и тюркизируя местное ирано-тохарское население, последние памятники тохарской и иранской письменности датируются 7-8 вв н. э. Ко времени прихода уйгуров процесс тюркизации был практически завершен, к этому времени среди населения Турфана получает распространение древнеуйгурский (идыкутский) язык.
В период с 9 по 14 вв Турфан был центром развитого и влиятельного в регионе государства Турфанского идыкутства. В это время среди турфанцев были распространены несколько религий — буддизм, христианство несторианского толка и манихейство. В Турфане было развито ростовщичество, ремесла и торговля, турфанские купцы доминировали в торговле Китая с Центральной Азией. В городах были развитые центральные канализации, земледелие осуществлялось системами ирригации, кяриз.

### Древняя культура турфанцев

Галерея
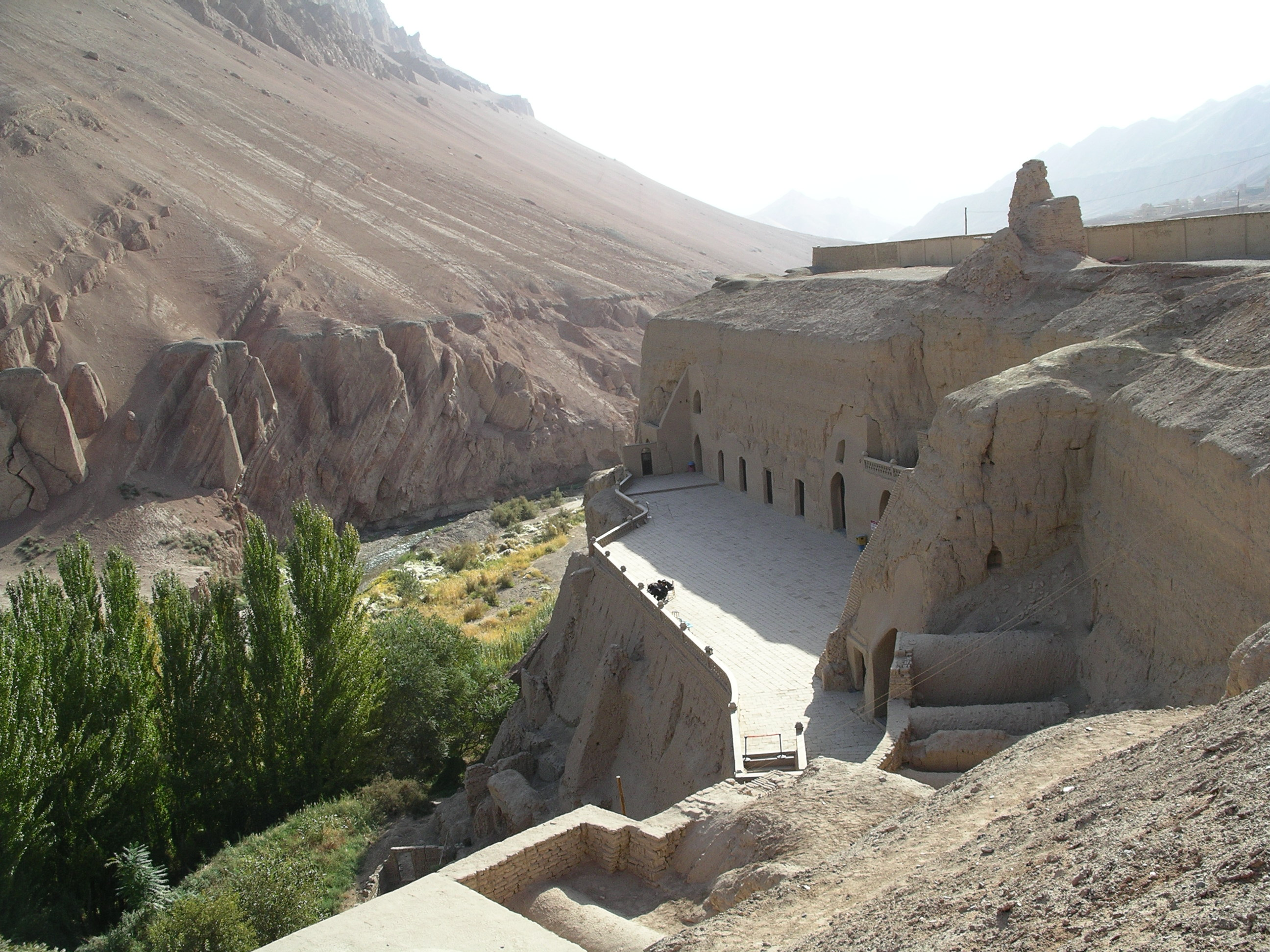
Безеклик
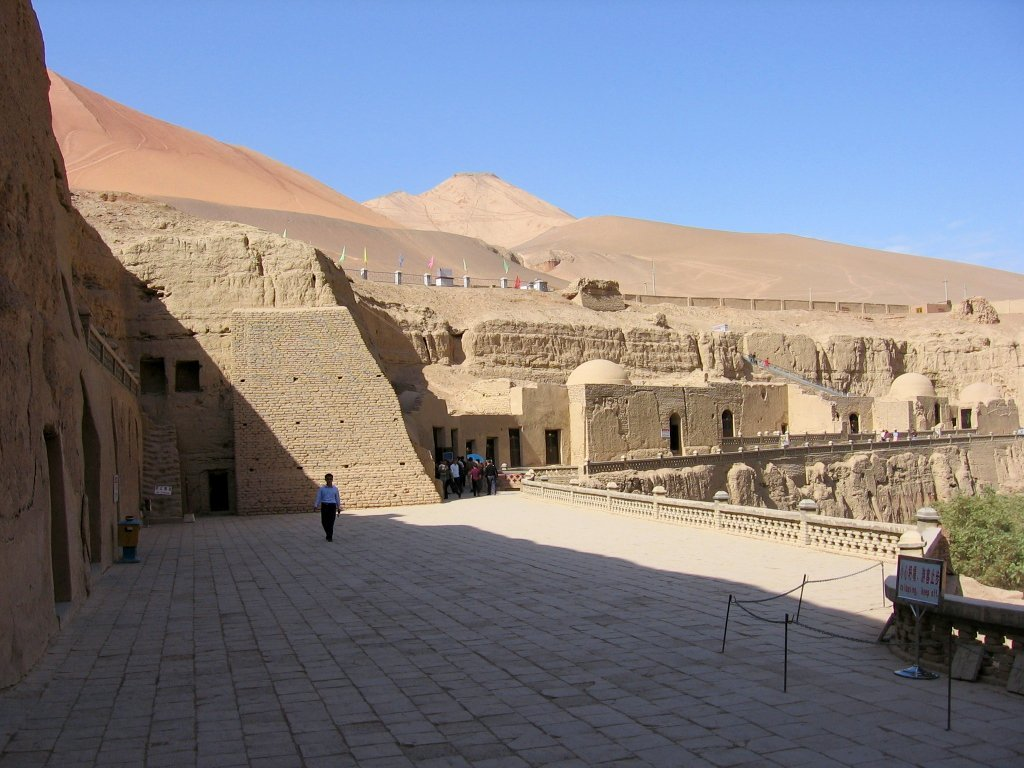
Вход в пещеру Безеклик
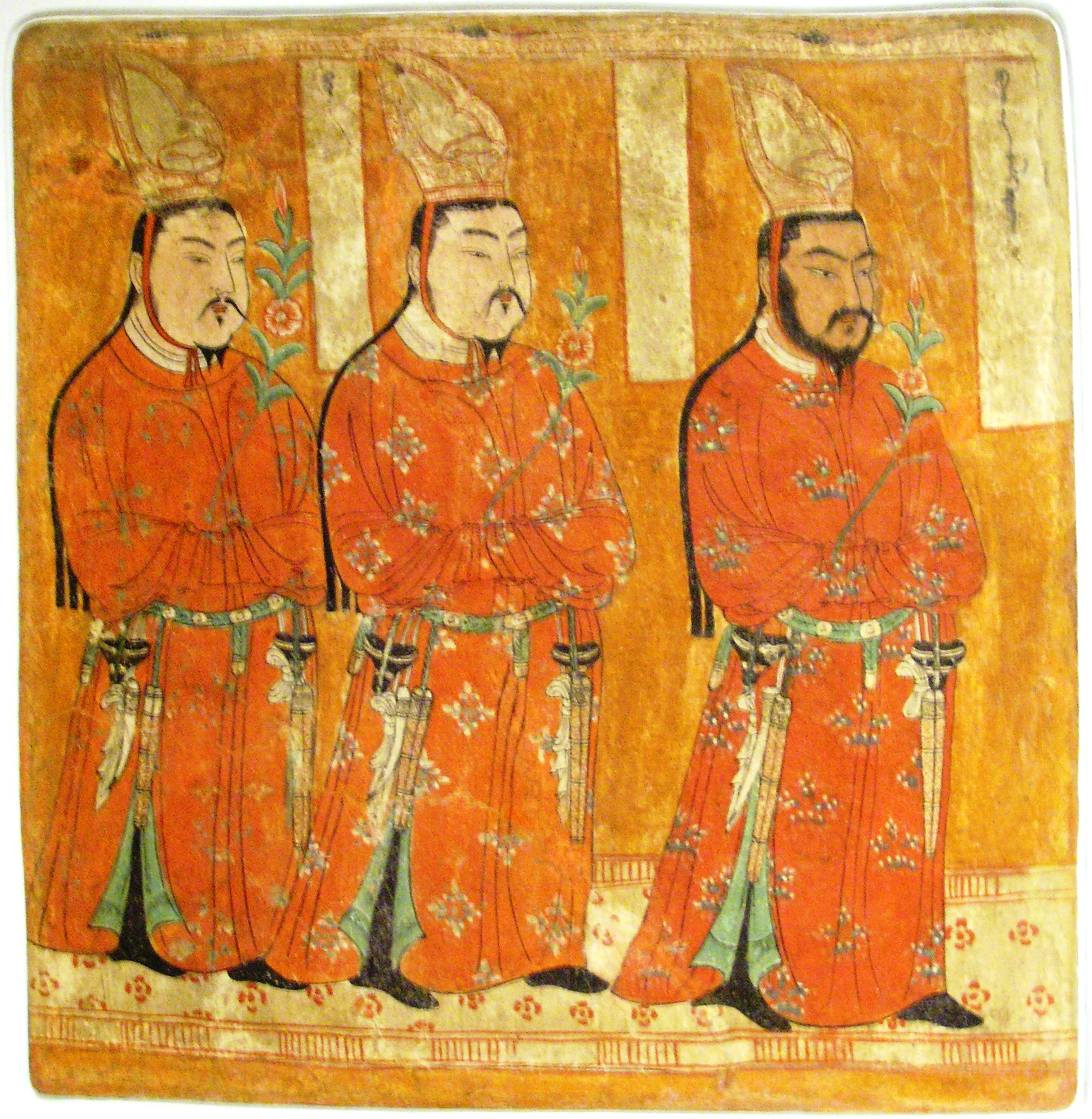
Уйгурские принцы. Безеклик, пещера № 9, приблизительно VIII—IX вв., настенная живопись.
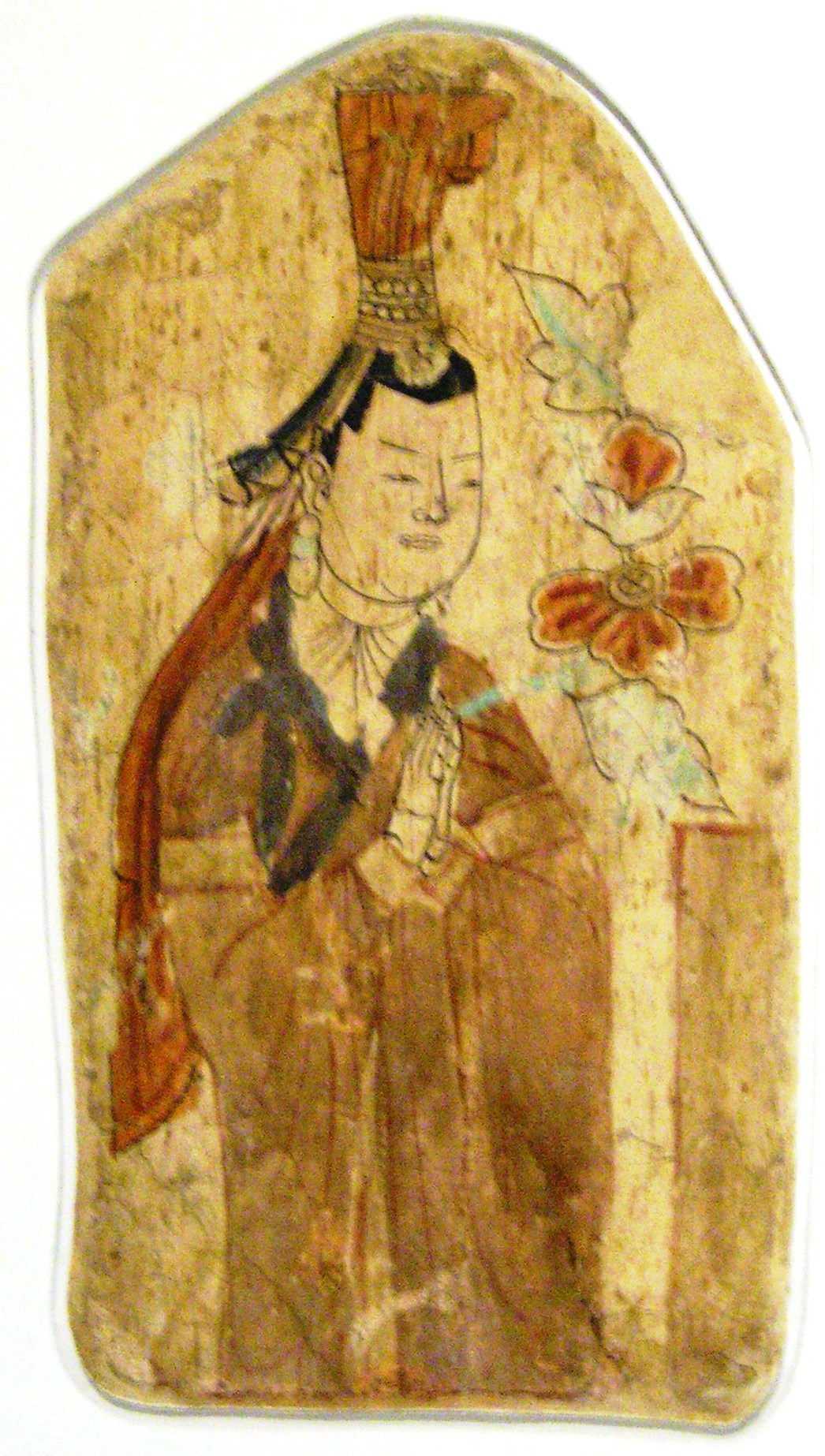
Уйгурский даритель. Безеклик, пещера № 17, приблизительно X—XI вв., настенная живопись, 45×25 см.
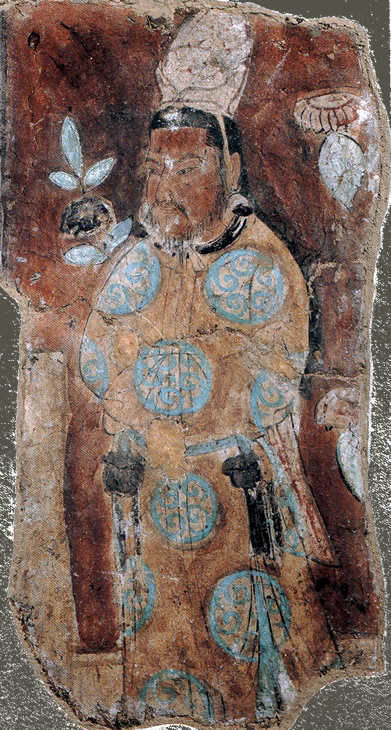
Уйгурский принц
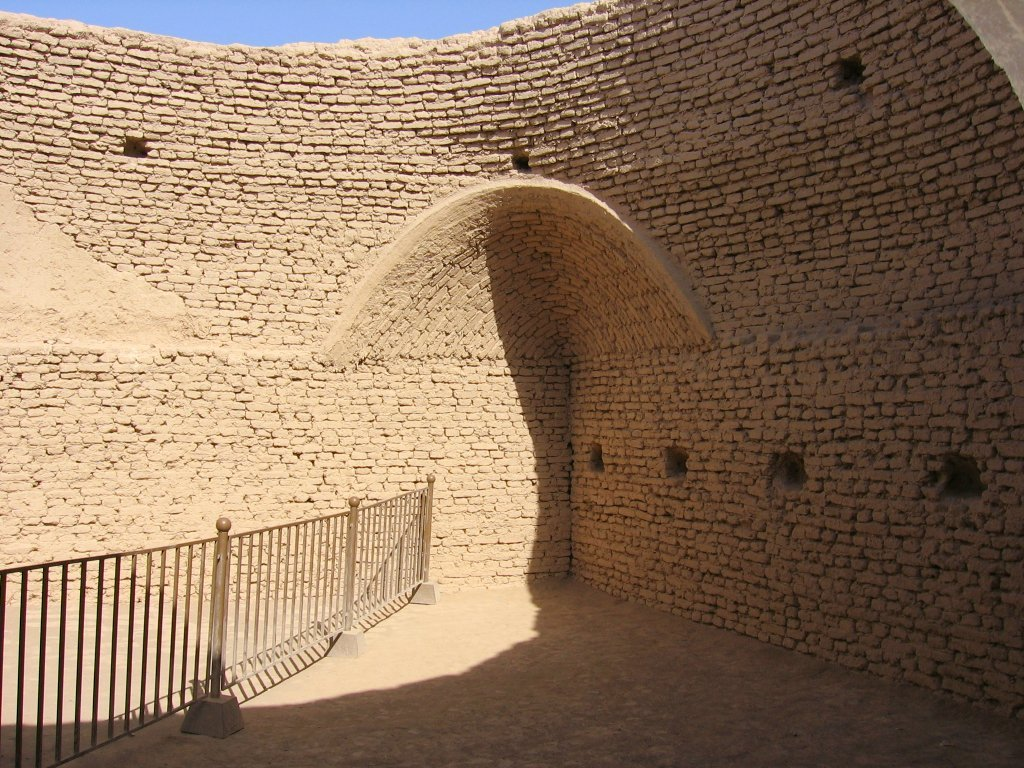
Руины столицы Идыкутства, Кочо
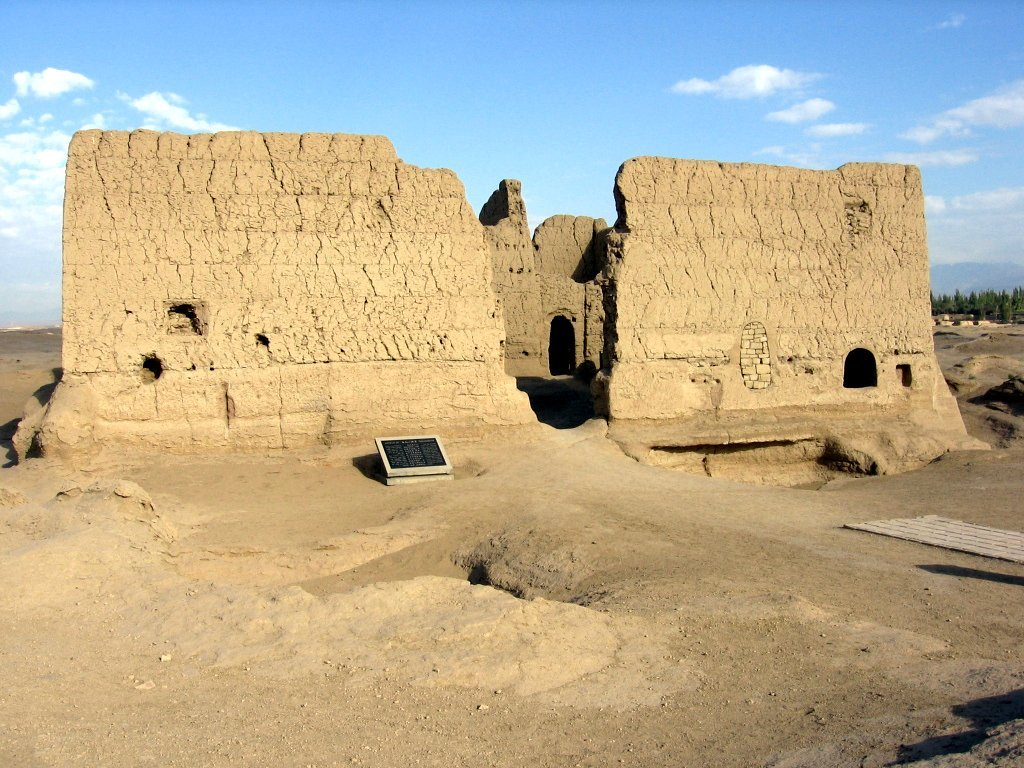
Руины древнего города
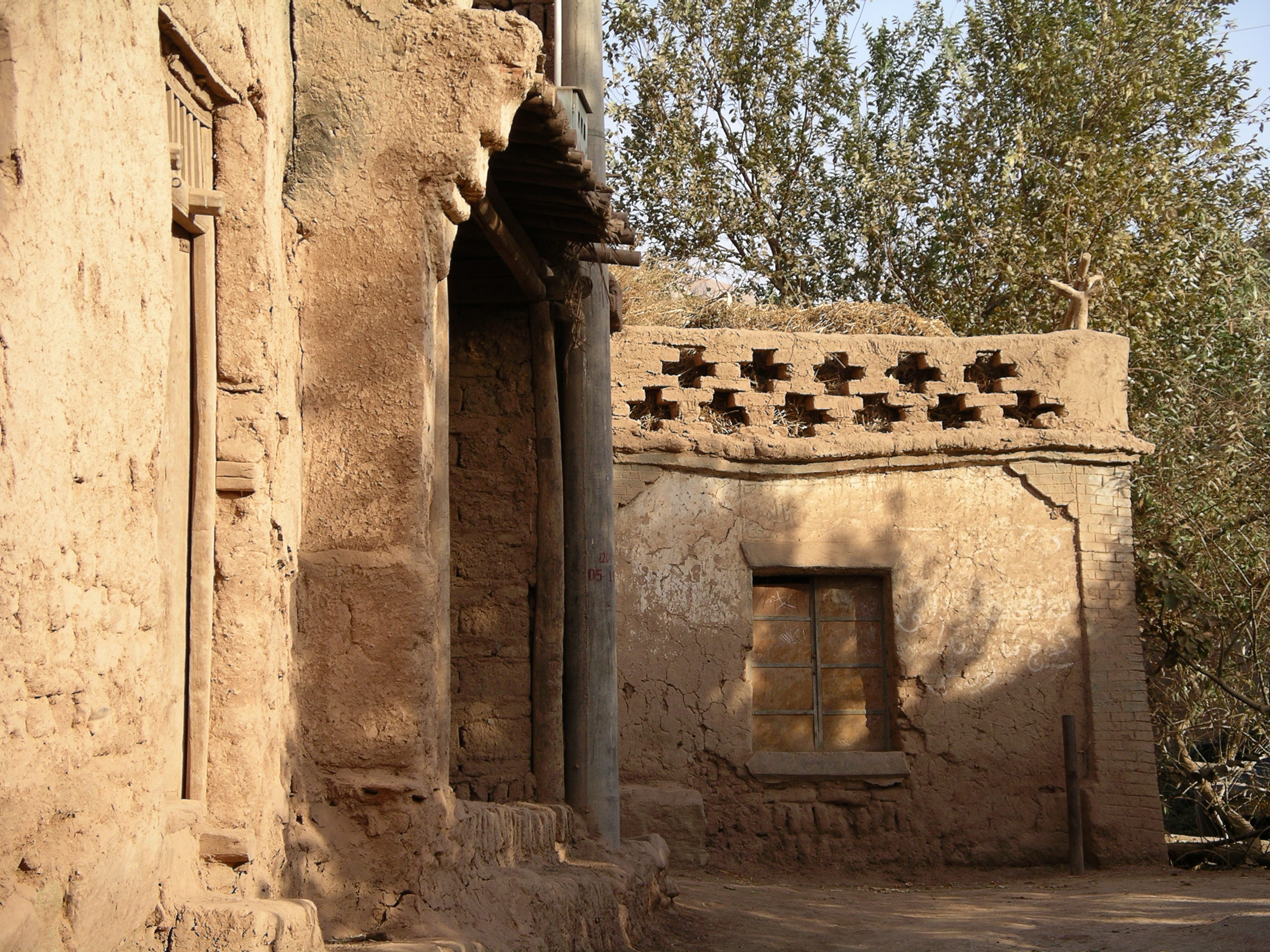
Старинный дом в г. Туюк-су

С вхождением Турфана в состав монгольской империи (XIII в.), и последующей ликвидацией идыкутства (XIV в.), постепенно начинается процесс исламизации турфанцев, окончательно завершившийся в 15-16 вв. В этот же период с XIII-XV вв. караханидский язык вытеснил древнеуйгурский язык (идыкутский), а арабское письмо вытеснило уйгурское.
В Монгольской империи, турфанские уйгуры были влиятельным меньшинством, пользовались широкой автономией, и были широко представлены среди высших чиновников империи и купеческой верхушки.
С включением всего Восточного Туркестана, в том числе Турфана в состав Цинской империи, турфанцы более всех других уйгурских юртов, наряду с кумульцами были представлены среди местных чиновников цинского колониального аппарата на завоеванных землях, а также вплоть до начала 30-х годов XX в. пользовались внутренней автономией в виде княжества, во главе с хакимбеком.
Турфанцы, принимали участие во многих восстаниях против китайских властей.
В настоящее время в СУАР турфанцы ввиду малой урбанизированности, в основном заняты в сельском хозяйстве, виноградарстве, земледелии, животноводстве, а также в малом и среднем бизнесе, турфанцы также хорошо представлены в местных органах власти, практически большая часть глав народных правительств СУАР были выходцами из Турфана.